# Anthochortus ecklonii
Anthochortus ecklonii là một loài thực vật có hoa trong họ Restionaceae. Loài này được Nees mô tả khoa học đầu tiên năm 1836.